# Vocalise-Étude (Emmanuel)
La Vocalise-Étude, op. 24 « alla siciliana », est une œuvre de Maurice Emmanuel composée en 1926 pour mezzo-soprano et piano. L'œuvre répond à une commande de A. L. Hettich, dans le cadre d'une collection de Vocalises-Études, et se présente aussi comme une sicilienne par sa mesure, dans le style néo-classique français toujours marqué par l'utilisation de modes anciens propres au compositeur. 

## Composition
Maurice Emmanuel entreprend la composition de sa Vocalise-Étude en 1926, dans le cadre d'une commande ouverte à de nombreux compositeurs pour proposer un répertoire d'exercices de vocalises. Elle prend place dans le volume no 10 (no 93) de cette collection, publiée par les éditions Alphonse Leduc en 1930.
De nombreux compositeurs, « célèbres et moins célèbres », ont apporté leur contribution à cet ensemble de Vocalises-Études — comme Albert Roussel en 1928, ou Maurice Delage. La partition la plus célèbre de cette collection reste la  Vocalise-étude en forme de habanera, M.51 de Maurice Ravel dont la composition remonte à 1907, reprise et transposée pour de nombreux instruments autres que la voix.

## Analyse
L'œuvre suit un mouvement de  sicilienne « à 
 en mode de sol mineur dorien, d'un galbe parfait », selon Harry Halbreich, « merveille de fraîcheur et de liberté ». 
On ne connaît pas d'exécution vocale au XXe siècle, jusqu'à l'enregistrement réalisé en 1995 par Florence Katz et Marie-Catherine Girod, mais l'œuvre est souvent proposée dans sa transcription pour clarinette et piano.

## Discographie
- Maurice Emmanuel : les mélodies — interprétée par Florence Katz (mezzo-soprano) et Marie-Catherine Girod (piano) — Timpani 1C1030, 1995 (premier enregistrement mondial)

### Ouvrages généraux
- Marie-Claire Beltrando-Patier, Brigitte François-Sappey et Gilles Cantagrel (dirs.), Guide de la mélodie et du lied, Paris, Fayard, coll. « Les Indispensables de la musique », 1994, 916 p. (ISBN 2-213-59210-1, OCLC 417117290, BNF 35723610), p. 206–208

### Monographies
- Christophe Corbier, Maurice Emmanuel, Paris, Bleu nuit éditeur, 2007, 176 p. (ISBN 978-2-913575-79-0 et 2-913575-79-X)
- Sylvie Douche (dir.), Maurice Emmanuel, compositeur français, Université de Paris-Sorbonne (Paris IV), Prague, Bärenreiter, 2007, 288 p. (ISBN 978-80-86385-34-1 et 80-86385-34-5, OCLC 312635540)
- Philippe Rodriguez, Maurice Delage : La Solitude de l'artisan, Genève, Papillon, coll. « Mélophiles », 2001, 159 p. (ISBN 2-940310-08-4)